# Você me apareceu
Você me apareceu è il singolo di debutto del gruppo musicale pop brasiliano Kaleidoscópio, pubblicato nel 2002 in Brasile e nell'estate del 2004 in Europa dall'etichetta discografica Edel.

## Descrizione
La canzone, scritta da Samuel Braga, è stata uno dei tormentoni dell'estate del 2004. Il gruppo si è esibito in Italia con questo brano al Festivalbar 2004.
Il singolo conteneva come b-side un remix del brano e ha riscosso un discreto successo in diversi Paesi d'Europa. In Italia ha raggiunto la dodicesima posizione della classifica nel mese di luglio del 2004, mentre in Vallonia è arrivata in seconda posizione della classifica Ultratop.
È stato inserito nell'album di debutto del complesso, intitolato Tem que valer e pubblicato nel 2002 in Brasile, nel 2004 in Europa e nel 2005 negli Stati Uniti d'America.

## Tracce
CD-Maxi (Irma / Up 50 504678124 2 (Warner) / EAN 5050467812420)
1. Você me apareceu (Original Radio Edit) – 2:50
2. Você me apareceu (Belladona Summer Club Mix) – 4:00

## Classifiche
| Classifica (2004) | Posizione massima |
| ----------------- | ----------------- |
| Belgio (Vallonia) | 52                |
| Francia           | 37                |
| Italia            | 12                |
| Svizzera          | 65                |